# Соньга
Соньга — река в России, протекает по Ярославскому району Ярославской области. Устье реки находится в 14 км по левому берегу реки Ить от её устья, на двести метров ниже устья реки Кондра. Длина реки составляет 33 км, площадь водосборного бассейна — 103 км².
Крупнейший приток — Каменка (справа).
Сельские населённые пункты у реки: Ерсловское, Лысая Гора, Пучково, Мамаево, Фатьяново, Буконтьево, Савкино, Уткино, Степанцево, Одарьино, Копытово, Долгуново, Расторопово, Прокшино, Гусаково, Бисерево, Зинино, Иванково, Кузьмино, Медягино, Юдово, Васильевское, Каменки, Гавшинка, Малое Ноговицыно, Большое Ноговицыно, Дмитриевское, Спас; напротив устья находится деревня Павловское.
После Мамаева пересекает железную дорогу Ярославль — Вологда, после Васильевского — федеральную автомагистраль М8 «Холмогоры». У села Медягино русло реки перегорожено плотиной, образующей водохранилище длиной 1,5 км и шириной от 20 до 150 м.

## Данные водного реестра
По данным государственного водного реестра России относится к Верхневолжскому бассейновому округу, водохозяйственный участок реки — Волга от Рыбинского гидроузла до города Кострома, без реки Кострома от истока до водомерного поста у деревни Исады, речной подбассейн реки — Волга ниже Рыбинского водохранилища до впадения Оки. Речной бассейн реки — (Верхняя) Волга до Куйбышевского водохранилища (без бассейна Оки).
Код объекта в государственном водном реестре — 08010300212110000010637.

## Галерея

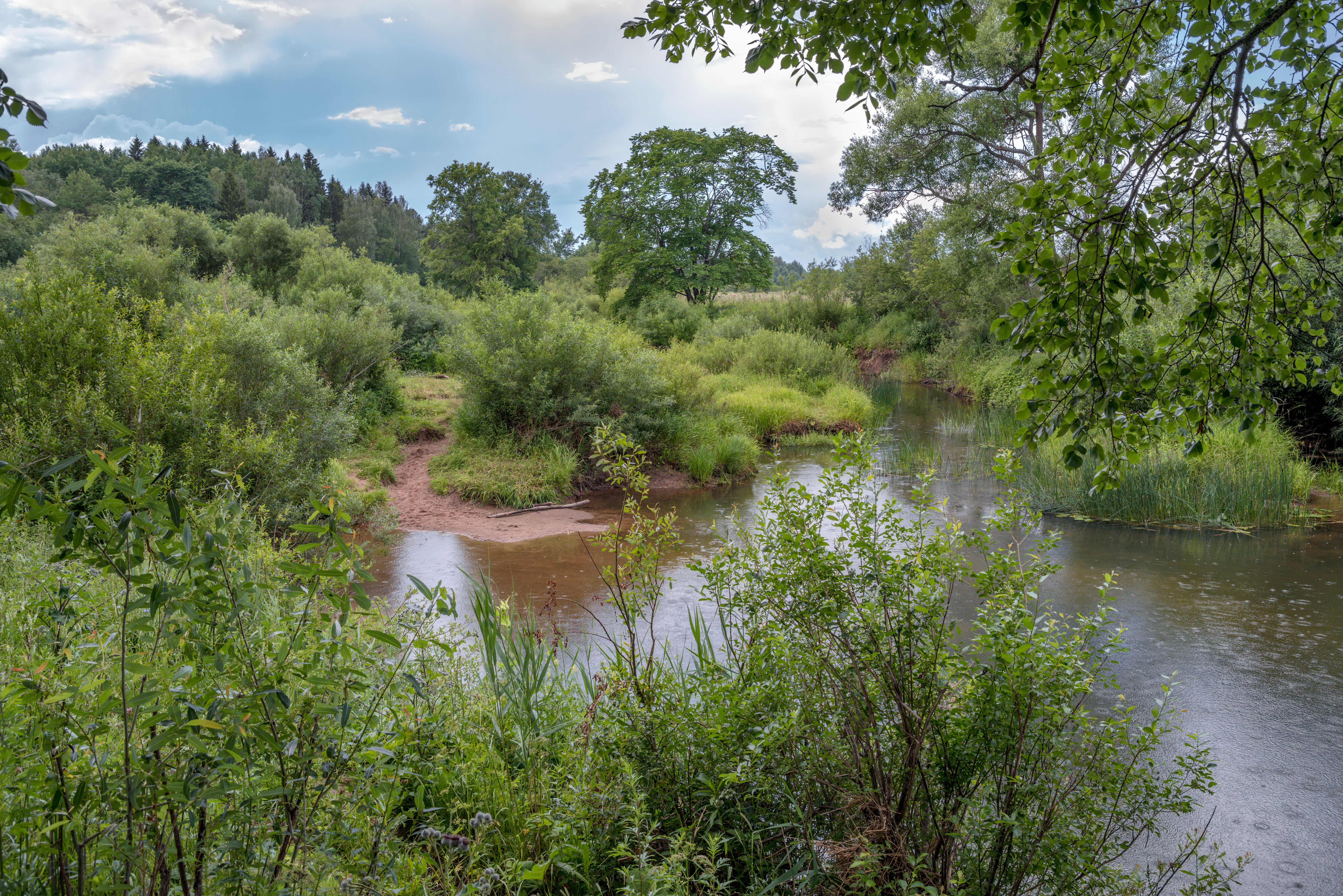
Место слияния двух рек. Ить справа, Соньга - слева.
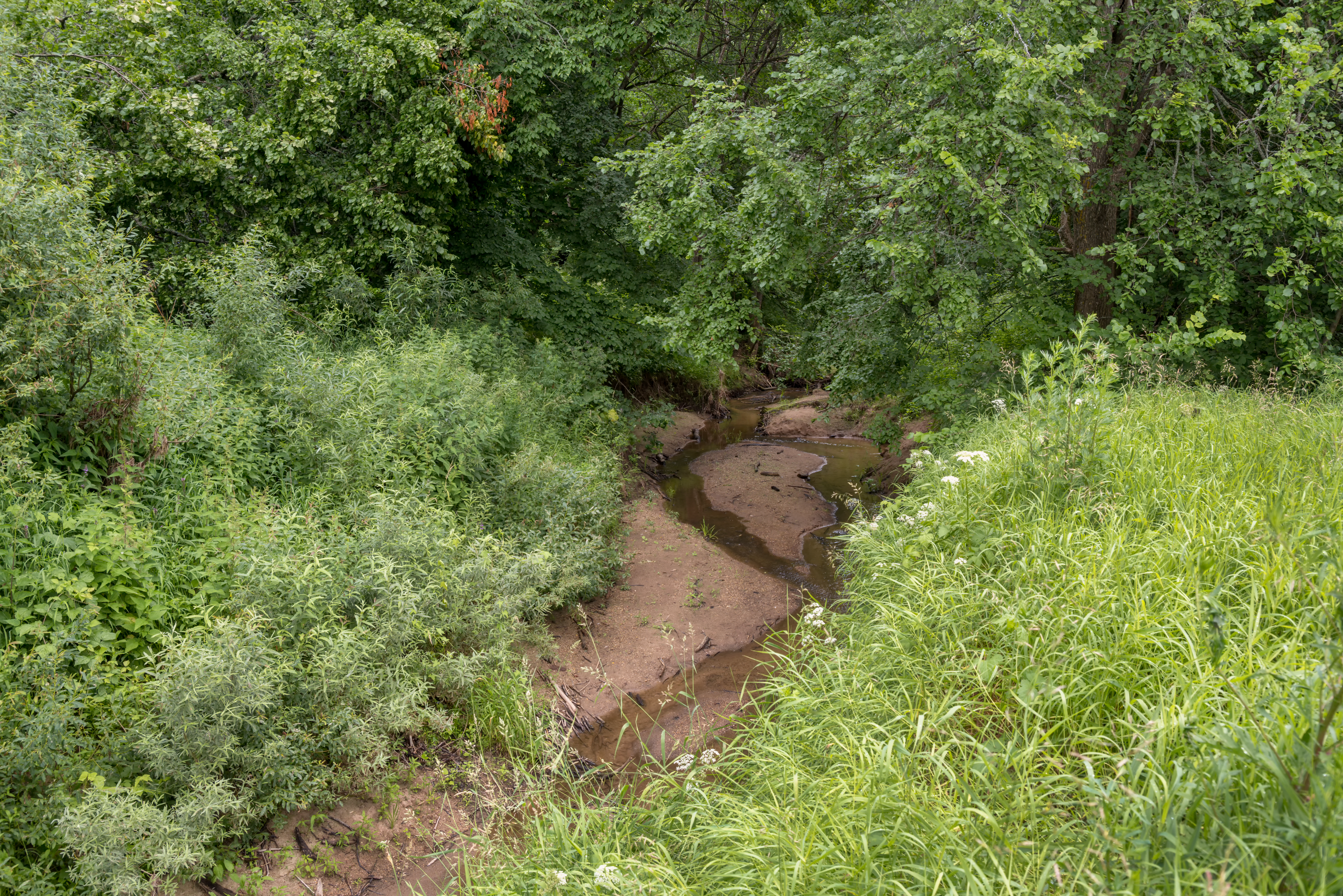
В лесах у села Дмитриевского.
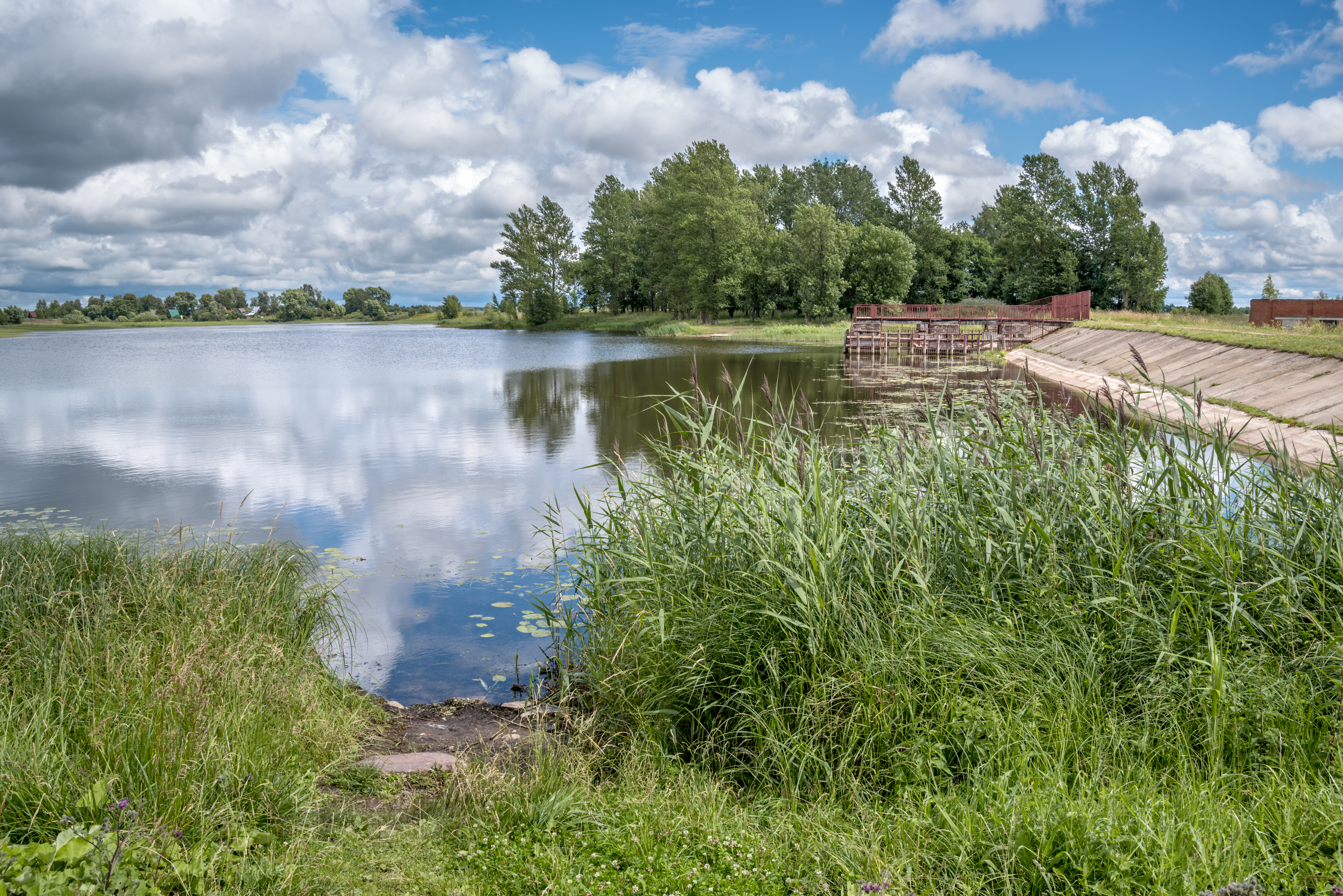
Медягинская плотина с системой водосброса.
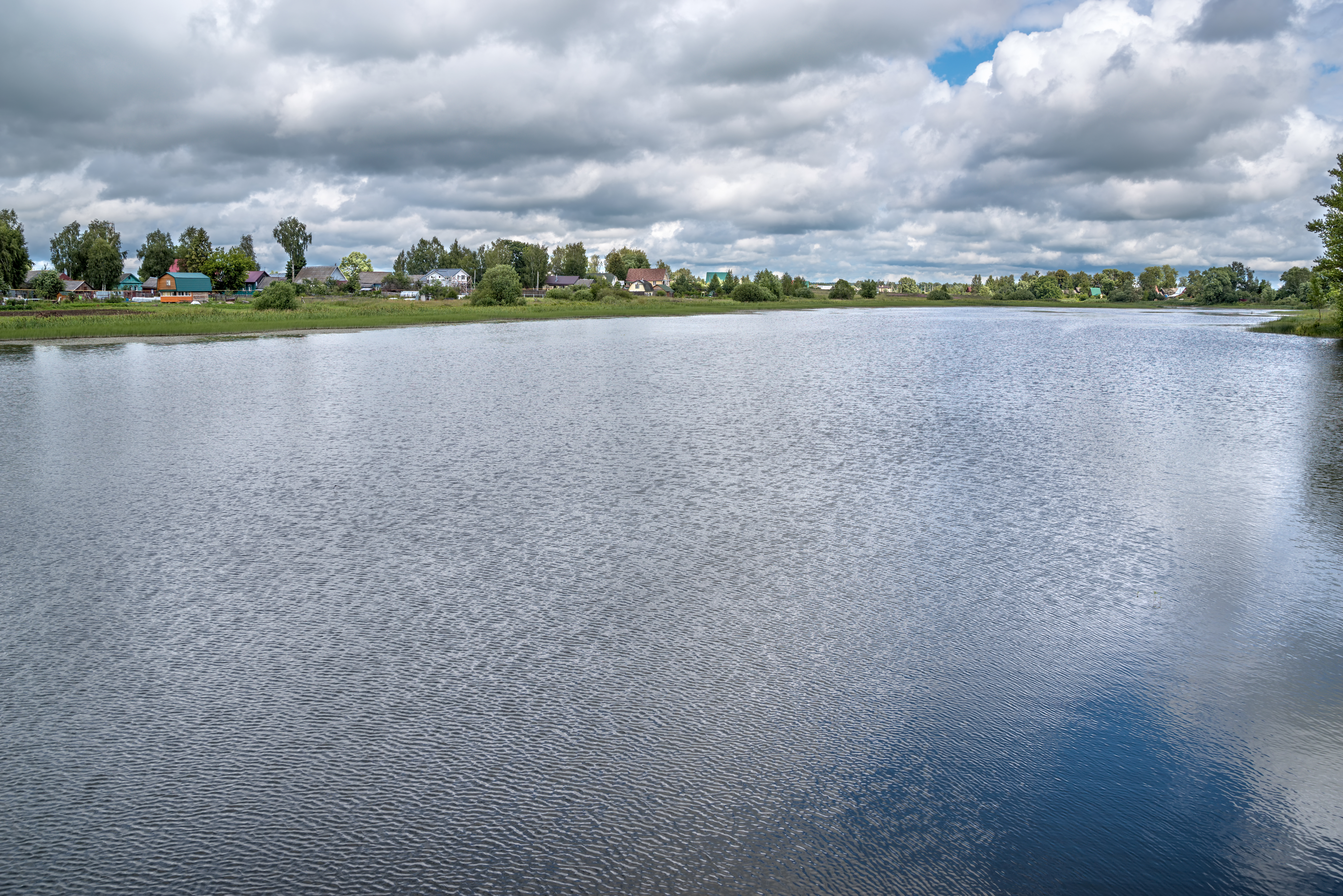
Вид на село Медягино со стороны водохранилища.
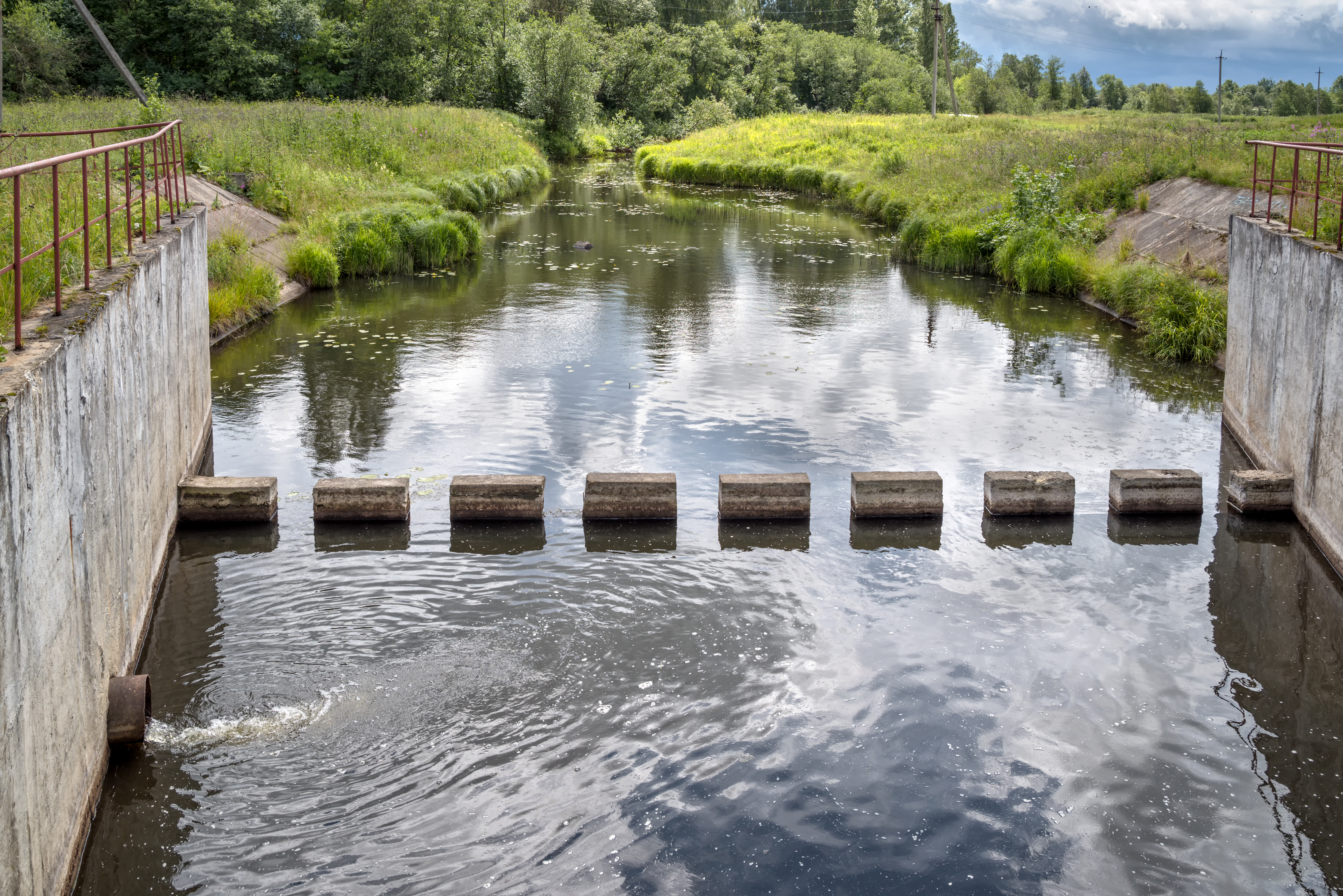
Русло реки в нижнем бьефе Медягинской плотины.